# 프론테니스

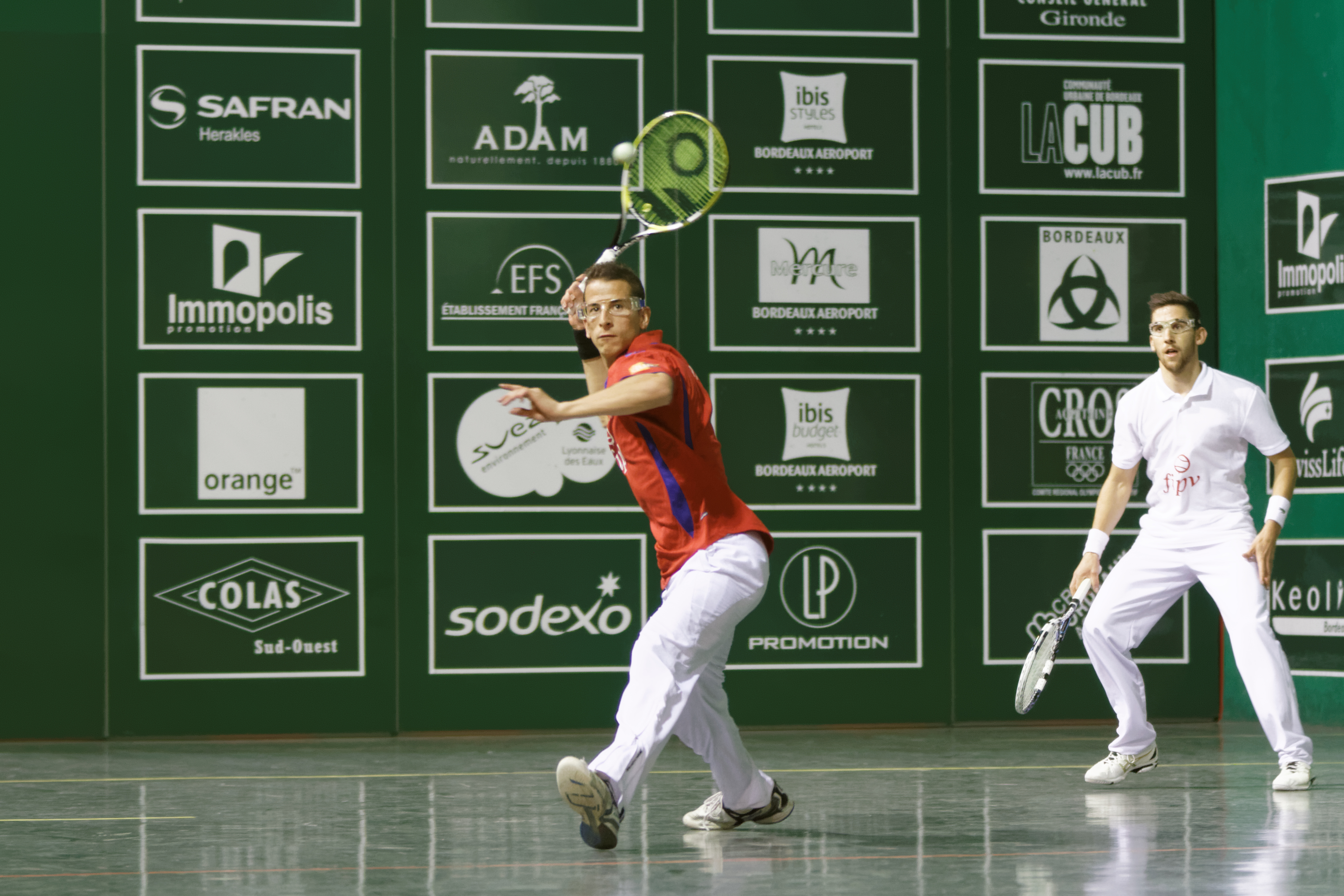
프론테니스 경기

프론테니스(Frontenis)는 30미터 길이의 펠로타 코트에서 라켓(테니스 라켓 또는 이와 유사한 프론테니스 라켓)과 고무공을 사용하여 진행되는 스포츠이다. 단식 또는 복식으로 플레이할 수 있지만, 국제 대회에서는 복식 프론테니스만 진행된다. 이 스포츠는 1900년경 멕시코에서 개발되었으며 바스크족의 펠로타 특산품으로 인정을 받았다.
프론테니스에서는 두 선수 중 한 명이 라켓을 앞쪽 벽을 향해 공을 친다. 공은 앞쪽 벽의 플레이 가능한 표면에 닿아 코트의 플레이 가능한 영역으로 돌아와야 한다. 상대 선수는 공이 코트 바닥에 두 번째로 바운드되기 전에 공을 쳐야 한다. 다른 라켓 스포츠와 마찬가지로, 최고의 스트로크는 상대가 되돌릴 수 없는 스트로크이다. 프론테니스는 뛰어난 이동성, 기술, 신체적 민첩성, 정신적 민첩성, 조정 및 훈련을 요구한다.
수년 동안 프론테니스는 멕시코, 스페인, 아르헨티나 및 기타 몇몇 국가에서만 플레이되었지만 현재는 전 세계 약 18개국에서 플레이되고 있다.